# Allium kurssanovii
Allium kurssanovii är en amaryllisväxtart som beskrevs av Mikhail Grigoríevič Popov. Allium kurssanovii ingår i släktet lökar, och familjen amaryllisväxter. Inga underarter finns listade i Catalogue of Life.